# 緬甸半泳鯉
緬甸半泳鯉（学名：Semiplotus modestus）为輻鰭魚綱鯉形目鲤科的其中一種，分布于亞洲印度及緬甸中北部，本魚背鰭硬棘4枚；背鰭軟條20至21枚；臀鰭硬棘3枚；臀鰭軟條7枚，體長可達20公分，棲息在中底層水域，較為罕見。